# Ilex discolor
Ilex discolor är en järneksväxtart som beskrevs av William Botting Hemsley. Ilex discolor ingår i släktet järnekar, och familjen järneksväxter. Utöver nominatformen finns också underarten I. d. tolucana.